# Marina Bassols
Marina Bassols (13 de diciembre de 1999) es una jugadora de tenis española. 
Hasta la fecha tiene como mejor ranking de individuales el número 105 logrado en febrero de 2024. En 2023 ganó dos títulos challenger, el de Liubliana y el de Andorra.  
En la categoría de dobles, tiene como mejor ranking el número 194 logrado en agosto de 2022. 
Acumula un total de 2 títulos individuales WTA, 8 títulos individuales ITF y 7 títulos de dobles en el circuito ITF.
En el US Open 2024 Marina lograría por fin participar en el cuadro final de un Gran Slam por primera vez. Lo logró tras ganar los 3 partidos de la previa sin ceder ningún set. Era la novena vez que participaba en un Gran Slam a través de la previa.

## Títulos WTA 125s

### Individual (2–1)
| Resultado | Fecha                    | Torneo    | Superficie    | Oponente       | Resultado   |
| --------- | ------------------------ | --------- | ------------- | -------------- | ----------- |
| Finalista | 18 de junio de 2023      | Valencia  | Tierra batida | Mayar Sherif   | 3–6, 3–6    |
| Campeona  | 17 de septiembre de 2023 | Liubliana | Tierra batida | Zeynep Sönmez  | 6–0, 7–6(2) |
| Campeona  | 3 de diciembre de 2023   | Andorra   | Dura          | Erika Andreeva | 7–5, 7-6(3) |

### Dobles (0–1)
| Resultado | Fecha                   | Torneos    | Superficie    | Pareja         | Oponentes                     | Resultado |
| --------- | ----------------------- | ---------- | ------------- | -------------- | ----------------------------- | --------- |
| Finalista | 20 de noviembre de 2021 | Montevideo | Tierra batida | Carolina Alves | Irina Bara Ekaterine Gorgodze | 4-6, 3-6  |

## Títulos ITF

### Individual (8)
| Torneos de $100,000 |
| Torneos de $80,000  |
| Torneos de $60,000  |
| Torneos de $25,000  |
| Torneos de $15,000  |

| N.º | Fecha                   | Torneo                | Superficie    | Oponentes            | Resultado     |
| --- | ----------------------- | --------------------- | ------------- | -------------------- | ------------- |
| 1.  | 11 de febrero de 2018   | Manacor, España       | Tierra batida | Marta Paigina        | 6-1 6-4       |
| 2.  | 26 de agosto de 2018    | Róterdam, Holanda     | Tierra batida | Sviatlana Pirazhenka | 7-5 6-2       |
| 3.  | 2 de septiembre de 2018 | Haren, Holanda        | Tierra batida | Lara Salden          | 6-2 7-6(4)    |
| 4.  | 3 de febrero de 2019    | Manacor, España       | Tierra batida | Ioana Loredana Rosca | 6-3 6-4       |
| 5.  | 14 de marzo de 2021     | Manacor, España       | Dura          | Camilla Rosatello    | 7-5 6-2       |
| 6.  | 19 de junio de 2022     | Madrid, España        | Dura          | Alexandra Eala       | 6-4 7-5       |
| 7.  | 4 de julio de 2022      | Palma del Río, España | Dura          | Jessika Ponchet      | 5-7, 6-4, 6-3 |
| 8.  | 27 de noviembre de 2022 | Valencia, España      | Tierra batida | Ylena In-Albon       | 6-4 6-0       |

### Dobles (7)
| Torneos de $100,000 |
| Torneos de $80,000  |
| Torneos de $60,000  |
| Torneos de $25,000  |
| Torneos de $15,000  |

| N.º | Fecha                    | Torneo                    | Superficie | Pareja                            | Oponentes                           | Resultado    |
| --- | ------------------------ | ------------------------- | ---------- | --------------------------------- | ----------------------------------- | ------------ |
| 1.  | 21 de julio de 2018      | Badajoz, España           | Carpet     | Irina Cantos                      | Noelia Bouzo Angela Fita            | 6-1 6-2      |
| 2.  | 4 de agosto de 2018      | El Espinar, España        | Dura       | Olga Parres                       | Tamara Curovik Başak Eraydın        | 7-5 6-4      |
| 3.  | 4 de agosto de 2019      | El Espinar, España        | Dura       | Shuo Feng                         | Alexandra Bozovic Shalimar Talbi    | 7-5 7-6(4)   |
| 4.  | 18 de agosto de 2019     | Las Palmas, España        | Arcilla    | Shuo Feng                         | Mannon Arcagnoli Kimberly Zimmerman | 6-3 6-1      |
| 5.  | 6 de septiembre de 2020  | Montemor O Novo, Portugal | Dura       | Ioana Loredana Rosca              | Jodie Anna Burrage Olivia Nicholls  | 7-6 4-6 10-6 |
| 6.  | 27 de septiembre de 2020 | Porto, Portugal           | Dura       | Carolina Meligeni Rodrigues Alves | Julia Payola Himeno Sakatsume       | 6-4 4-6 10-7 |
| 7.  | 8 de mayo de 2022        | Tosa de Mar, España       | Carpet     | Ioana Loredana Rosca              | Yvonne Cavalle Rosa Vicens          | 6-3 6-3      |